# Murder Without Crime
Pour plus de détails, voir Fiche technique et Distribution.
Murder Without Crime est un film britannique réalisé par J. Lee Thompson, sorti en 1950.

## Synopsis
Après une dispute, l'écrivain Stephen Holt quitte sa femme Jan et va noyer son chagrin dans une boîte de nuit. Un Ivre, il finit par rentrer chez lui avec une hôtesse du club, Grena. C'est à ce moment que Jan appelle et annonce qu'elle a décidé de revenir. Steve tente de se débarrasser de Grena, mais une bagarre s'ensuit et il croit l'avoir tuée. Il cache rapidement son corps. En bas, son sinistre propriétaire Matthew entend le vacarme et décide de mener son enquête.

## Fiche technique
- Titre : Murder Without Crime
- Réalisation : J. Lee Thompson
- Scénario : J. Lee Thompson d'après sa pièce de théâtre Double Error
- Musique : Philip Green
- Photographie : William McLeod
- Montage : Edward B. Jarvis
- Production : Victor Skutezky
- Société de production : Associated British Picture Corporation
- Pays :  Royaume-Uni
- Genre : Drame et thriller
- Durée : 78 minutes
- Dates de sortie : 
  - Royaume-Uni : octobre 1950

## Distribution
- Dennis Price : Matthew
- Derek Farr : Stephen
- Patricia Plunkett : Jan
- Joan Dowling : Grena
- Frederick Schrecker : Max (non crédité)
- Emile Stemmler : Larry le barman (non crédité)

## Accueil
Le Los Angeles Times évoque un film à « l'atmosphère sombre et captivante » Variety a décrit le film comme étant « une adaptation typique de pièce de théâtre sans retravail conséquent ».